# Andreas Elsholz
Andreas Elsholz (* 26. April 1972 in Ost-Berlin) ist ein deutscher Schauspieler, Sänger und Fotograf.

## Leben
Andreas Elsholz betrieb nach seinen Angaben in seiner Jugend Leistungssport und war als Kanute DDR-Meister. Seine Schauspielkarriere begann er bei der RTL-Seifenoper Gute Zeiten, schlechte Zeiten, in der er von 1992 bis 1996 Heiko Richter verkörperte und einer der ersten großen Stars der Serie war. 
Er veröffentlichte 1994 unter dem Titel Ich, Andreas Elsholz – Mein aufregendes Leben seine Autobiografie.
Elsholz versuchte, durch seinen Erfolg bei GZSZ angespornt, als erster Serienstar eine Karriere als Sänger. 1993 erschien seine erste Single und kurze Zeit später wurde sein Album Andreas Elsholz – Das Album veröffentlicht. Es erreichte in Deutschland Platz 38 und in Österreich Platz 34 der Charts. Seine zweite Single hieß Immer noch verrückt nach dir und erreichte Platz 26 (1993, Musik: Möhrle/Ehrhard, Text: Wolter/Wilkening/Breitmeier). Es folgten zwei weitere Singles Gib mir noch Zeit (1993) und Summertime (1994). Sein zweites Album Mit dir für immer erschien 1995. Ebenfalls 1995 brachte er seine letzte Single Weil ich dich liebe heraus. Mit seinem Ausstieg aus Gute Zeiten, schlechte Zeiten endete auch Elsholz’ Zeit als Sänger.
Seit 2011 ist Elsholz vorwiegend als Theaterschauspieler aktiv. Er spielte u. a. an der Komödie Düsseldorf (2014) an der Comödie Dresden und im Neuen Theater Hannover.
Außerdem arbeitet Andreas Elsholz als Fotograf. 2015 hatte er seine zweite Ausstellung. Werke von ihm wurden für die Google-Zentrale in Hamburg gekauft.
Elsholz ist seit 2001 mit seiner Kollegin Denise Zich verheiratet. Sie haben einen gemeinsamen Sohn und leben in der Nähe von Berlin.

## Filmografie (Auswahl)
Filme
- 1996: Klinik unter Palmen – Die Herausforderung
- 1997: Rosamunde Pilcher – Zwei Schwestern
- 1999: Nora (Fernsehfilm)
- 1999: Einfach raus (Fernsehfilm)
- 2000: Eine Liebe auf Mallorca 2 (Fernsehfilm)
- 2002: Maximum Speed – Renn’ um dein Leben! (Fernsehfilm)
- 2002: Feuer, Eis & Dosenbier
- 2002: Die Kristallprinzessin (Fernsehfilm)
- 2003: Rosamunde Pilcher – Wege der Liebe
- 2005: Inga Lindström – Auf den Spuren der Liebe
- 2008: Rosamunde Pilcher – Herzen im Wind
- 2015: Uli Hoeneß – Der Patriarch (Dokudrama)
- 2018: Das Traumschiff – Malediven

Fernsehserien
- 1992–1996: Gute Zeiten, schlechte Zeiten
- 1997: Gegen den Wind (Folge 3x12)
- 1996–2001 Dr. Stefan Frank – Der Arzt, dem die Frauen vertrauen
- 1997: Das Amt (Folge 1x02)
- 1997: Großstadtrevier (Folge 7x22)
- 1997: Dr. Sommerfeld – Neues vom Bülowbogen (Folge 1x01)
- 1998: First Love – Die große Liebe (Fernsehreihe, 1 Folge)
- 1998: Der letzte Zeuge (Folge 1x04)
- 1998: SK-Babies (Folge 3x10)
- 1999: JETS – Leben am Limit (Folgen 1x01–1x03)
- 2000: Drehkreuz Airport
- 2000: Der Kapitän (Folge 2x01)
- 2000: SOKO 5113 (Folge 18x05)
- 2000: St. Angela (Folgen 5x01–5x02)
- 2000–2002: Die Nesthocker – Familie zu verschenken (13 Folgen)
- 2001: Für alle Fälle Stefanie (Folge 7x02)
- 2001: Der Landarzt (Folge 10x10)
- 2003: Medicopter 117 – Jedes Leben zählt (Folge 6x01)
- 2003: Unser Charly (Folge 8x04)
- 2005: Hallo Robbie! (Folge 4x04)

Fernsehshows
- 2024: Destination X (ProSieben)

## Diskografie

### Alben
| Jahr | Titel             | Höchstplatzierung, Gesamtwochen, AuszeichnungChartplatzierungen (Jahr, Titel, Platzierungen, Wochen, Auszeichnungen, Anmerkungen) | Höchstplatzierung, Gesamtwochen, AuszeichnungChartplatzierungen (Jahr, Titel, Platzierungen, Wochen, Auszeichnungen, Anmerkungen) | Anmerkungen                            |
| Jahr | Titel             | DE | AT | Anmerkungen                            |
| ---- | ----------------- | --- | --- | -------------------------------------- |
| 1993 | Das Album         | DE38 (11 Wo.)DE | AT34 (2 Wo.)AT | Erstveröffentlichung: 25. Oktober 1993 |
| 1995 | Mit dir für immer | DE72 (5 Wo.)DE | AT36 (1 Wo.)AT | Erstveröffentlichung: 15. Juni 1995    |

### Singles
| Jahr | Titel Album                            | Höchstplatzierung, Gesamtwochen, AuszeichnungChartplatzierungen (Jahr, Titel, Album, Platzierungen, Wochen, Auszeichnungen, Anmerkungen) | Höchstplatzierung, Gesamtwochen, AuszeichnungChartplatzierungen (Jahr, Titel, Album, Platzierungen, Wochen, Auszeichnungen, Anmerkungen) | Anmerkungen |
| Jahr | Titel Album                            | DE | AT | Anmerkungen |
| ---- | -------------------------------------- | --- | --- | ----------- |
| 1993 | Immer noch verrückt nach dir Das Album | DE26 (8 Wo.)DE | — |             |

Weitere Singles
- 1993: Gib mir noch Zeit (Das Album)
- 1995: Summertime (Lass’ es immer Sommer sein) (Mit dir für immer)
- 1995: Weil ich dich liebe (Mit dir für immer)